# Геленчино
Геленчино — деревня в Себежском районе Псковской области России. Входит в состав городского поселения Себеж.

## География
Находится на юго-западе региона, в центральной части района, в пределах Прибалтийской низменности, в зоне хвойно-широколиственных лесов, вблизи автодороги Пустошка — Себеж и полосы отчуждения железнодорожной линии Москва — Рига.
Уличная сеть не развита.

## Климат
Климат, как и во всем районе, умеренно континентальный. Характеризуется мягкой зимой, относительно прохладным летом, сравнительно высокой влажностью воздуха и значительным количеством осадков в течение всего года. Средняя температура воздуха в июле +17 °C, в январе −8 °C. Средняя продолжительность безморозного периода составляет 130—145 дней в году. Годовое количество осадков — 600—700 мм. Большая их часть выпадает в апреле — октябре. Устойчивый снежный покров держится 100—115 дней; его мощность обычно не превышает 20-30 см.

## История
На карте Псковской губернии 1888 года обозначена как Еленчин.
В 1941—1944 гг. местность находилась под фашистской оккупацией войсками Гитлеровской Германии.
Деревня Геленчино в советские и постсоветские годы входила в Ленинский сельсовет, который Постановлением Псковского областного Собрания депутатов от 26 января 1995 года переименован в Ленинскую волость.
Законом Псковской области от 28 февраля 2005 года Ленинская волость была упразднена, а с 1 января 2006 года её территория, в том числе деревня Геленчино, вместе с городом Себеж составили новосозданное муниципальное образование Себеж со статусом городского поселения.

## Население
| 2001 | 2002 | 2010 |
| ---- | ---- | ---- |
| 7    | ↘4   | ↘0   |

### Национальный и гендерный состав
Согласно результатам переписи 2002 года, в национальной структуре населения русские составляли 100 % от общей численности в 4 чел., из них по две мужчины и женщины.

## Инфраструктура
Личное подсобное хозяйство.

## Транспорт
Деревня доступна автотранспортом. Остановка общественного транспорта «Геленчино».
Примерно в 3 км остановочные пункты Щебзавод и Кузнецовка  Санкт-Петербург-Витебского региона Октябрьской железной дороги.